# Glenea masakii
Glenea masakii é uma espécie de escaravelho da família Cerambycidae. Foi descrita por Hiroshi Makihara em 1978.  É conhecida a sua existência no Japão.  Mede entre 13 to 14 mm (0.51 to 0.55 in)